# Союз Українок Еміґранток у Польщі
Союз українських емігранток у Польщі (пол. Związek Ukrainek Emigrantek) — українська емігрантська жіноча організація, що діяла в Польщі в 1924—1939 роках. Постав 1921 у Варшаві з жіночої підсекції Укркраїнського Центрального Комітету в Польщі (гол. О. Лукасевич), з 1924 — п. н.[прояснити] Жіноча Громада (голова Н. Саліковська), з 1927 — Союз Українок Емігранток Польщі (голова до 1939 — М. Лівицька); філія у Львові.
Організація займалася благодійною, культурно-просвітницькою діяльністю. Співпрацювала з Міжнародним Червоним Хрестом та ХАМЛ (YMCA). Спершу переважно харитативна діяльність, пізніше виховна і культурно-освітня (літературні вечори, хор, театральні вистави, виставки вишивок). Існувала до 1939.
Президентами Товариства були: Марія Лівицька (1924—1934, 1938—1939), Ганна Чуйко-Чикаленко (1934—1938).